# Рудерсберг
Рудерсберг (њем. Rudersberg) општина је у њемачкој савезној држави Баден-Виртемберг. Једно је од 31 општинског средишта округа Ремс-Мур. Према процјени из 2010. у општини је живјело 11.522 становника. Посједује регионалну шифру (AGS) 8119061.

## Географски и демографски подаци
Рудерсберг се налази у савезној држави Баден-Виртемберг у округу Ремс-Мур. Општина се налази на надморској висини од 279 метара. Површина општине износи 39,4 km². У самом мјесту је, према процјени из 2010. године, живјело 11.522 становника. Просјечна густина становништва износи 293 становника/km².